# 傑氏兇蟾魚
傑氏兇蟾魚（学名：Daector gerringi），為輻鰭魚綱蟾魚目蟾魚科的其中一種，分布於南美洲San Juan及Baudo河流域，體長可達21.9公分，為底棲性魚類。